# Sabine Pahl
Sabine Pahl ist eine Psychologin mit Schwerpunkt Sozialpsychologie und Professorin für Stadt- und Umweltpsychologie an der Universität Wien.

## Akademische Laufbahn und Wirken
Nach ihrer Matura im Jahr 1991 am J. Christophorus Gymnasium in Versmold, absolvierte Pahl 1998 einen Master in Social & Applied Social Psychology an der University of Kent, sowie 1999 ihr Diplom in Psychologie an der Universität Bremen.
2002 promovierte Pahl an der University of Sheffield, wo sie anschließend bis 2003 als ESRC-Postdoktorandin tätig war.
Von 2003 bis 2006 arbeitete Pahl als Assistenzprofessorin an der Friedrich-Alexander-Universität Erlangen-Nürnberg. Anschließend war sie von 2006 bis 2020 Professorin für Psychologie an der Universität von Plymouth, wo sie seither als Honorarprofessorin für angewandte Sozialpsychologie tätig ist.
Seit 2020 lehrt und forscht Pahl als Professorin für Stadt- und Umweltpsychologie an der Universität Wien.

## Arbeits- und Forschungsschwerpunkte
Als Sozialpsychologin beschäftigt sich Pahl sowohl mit Grundlagenforschung als auch mit angewandter Forschung. Ihr Fokus liegt auf der menschlichen Dimension von Umweltfragen, insbesondere auf Wahrnehmungen und Verhaltensänderungen. Sie erforscht Themen wie den Schutz der Meeresumwelt, Meeresmüll und Mikroplastik sowie Aspekte der Energieeffizienz. Weitere angewandte Forschungsarbeiten befassen sich mit den positiven Auswirkungen natürlicher Umgebungen auf das Wohlbefinden, insbesondere deren Nutzung im Gesundheitswesen.
Pahl ist Mitherausgeberin der frei zugänglichen Zeitschrift Global Environmental Psychology.

## Publikationen (Auswahl)
Researchgate verzeichnet über 150 Publikationen unter Beteiligung Sabine Pahls.
- 2017: gemeinsam mit Juan Baztan, Bethany Jorgensen, Richard C. Thompson, Jean-Paul Vanderlinden: Fate and Impact of Microplastics in Marine Ecosystems. Elsevier, Amsterdam 2017, S. 25, ISBN 978-0-12-812271-6.
- 2018: gemeinsam mit Rebecca Lovell, Mathew P. White, Michael Depledge, Benedict W. Wheeler, Sebastian Völker: Blue landscapes and public health. In: Matilda van den Bosch, William Bird (Hrsg.): Oxford Textbook of Nature and Public Health: The role of nature in improving the health of a population. Oxford University Press, 2018, S. 154–159, ISBN 978-0-19-872591-6.
- 2018: gemeinsam mit Deborah Cracknell, Mathew P. White, Michael Depledge: The potential role of public aquaria in human health and wellbeing. In: Iride Azara, Eleni Michopoulou, Federico Niccolini, B. Derrick Taff, Alan Clarke (Hrsg.): Tourism, health, wellbeing and protected areas. CABI, 2018, S. 178–189, ISBN 978-1-78639-131-5.
- 2021: gemeinsam mit Isabell Richter, Kayleigh Wyles: Human Perceptions and Behaviour Determine Aquatic Plastic Pollution. In: Friederike Stock, Georg Reifferscheid, Nicole Brennholt, Evgeniia Kostianaia (Hrsg.): Plastics in the Aquatic Environment - Part II. Springer, Cham 2021, S. 13–38, ISBN 978-3-030-84113-3.
- 2022: gemeinsam mit Deborah Cracknell, Sohvi Nuojua: Human Behavior and Marine Plastic Pollution. In: Anthony L. Andrady (Hrsg.): Plastics and the Ocean: Origin, Characterization, Fate, and Impacts. John Wiley & Sons, Inc., Hoboken 2022, S. 429–454, ISBN 978-1-119-76840-1.
- 2023: gemeinsam mit Anastasia Voronkova, Isabell Richter, Lesley Henderson, John Jamir Benzon R. Aruta, E. Dumbili, Kayleigh J. Wyles: Plastic pollution in the Global South: Exploring social, behavioral, and structural factors. In: Lora E. Fleming, William H. Gerwick, Matthew O. Gribble, Helena Solo-Gabriele, Lota B. Alcantara Creencia, Hong Ching Goh, Bruce Maycock (Hrsg.): Oceans and Human Health. Elsevier, Amsterdam 2023, S. 427–454, ISBN 978-0-323-95227-9.